# Вежбово (Елцький повіт)
Вежбово (пол. Wierzbowo, нім. Wiersbowen) — село в Польщі, у гміні Каліново Елцького повіту Вармінсько-Мазурського воєводства.
Населення — 199 осіб (2011).
У 1975-1998 роках село належало до Сувальського воєводства.

## Демографія
Демографічна структура станом на 31 березня 2011 року:
|          | Загалом | Допрацездатний вік | Працездатний вік | Постпрацездатний вік |
| -------- | ------- | ------------------ | ---------------- | -------------------- |
| Чоловіки | 98      | 17                 | 71               | 10                   |
| Жінки    | 101     | 28                 | 49               | 24                   |
| Разом    | 199     | 45                 | 120              | 34                   |